# محافظة جونغسون
محافظة جونغسون (جونغسون غون) هي محافظة في مقاطعة غانغوون، كوريا الجنوبية، وبلغ عدد سكانها 46،362 نسمة عام 2004.

## أعلام
- كم جي سو
- سول غي هيون
- جي سوك جن

## وصلات خارجية
- الصفحة الرئيسية لحكومة محافظة جونغسون